# Моши
Мо́ши (англ. Moshi) — город в Танзании. Является административным центром области Килиманджаро и одноимённых себе городского и сельского округов. Население — 143 799 человек (по данным переписи 2002 года).

## Климат
Город расположен на северо-востоке страны, недалеко от границы с Кенией.
| Показатель | Янв. | Фев. | Март | Апр. | Май  | Июнь | Июль | Авг. | Сен. | Окт. | Нояб. | Дек. | Год   |
| --- | ---- | ---- | ---- | ---- | ---- | ---- | ---- | ---- | ---- | ---- | ----- | ---- | ----- |
| Средний суточный максимум, °C                                                                                           | 33   | 33   | 32   | 30   | 27   | 26   | 26   | 27   | 29   | 31   | 31    | 32   | 29,75 |
| Средняя температура, °C                                                                                                 | 25,3 | 25,5 | 25,5 | 24,3 | 22,6 | 21,3 | 20,7 | 21,1 | 22,2 | 23,8 | 24,7  | 24,8 | 23,5  |
| Средний суточный минимум, °C                                                                                            | 18   | 18   | 19   | 19   | 18   | 17   | 16   | 16   | 16   | 17   | 18    | 18   | 17,5  |
| Норма осадков, мм | 42   | 46   | 113  | 318  | 141  | 29   | 22   | 14   | 15   | 37   | 81    | 58   | 916   |
| Источник: http://www.climatedata.eu/climate.php?loc=tzzz0013&lang=en, http://www.levoyageur.net/weather-city-MOSHI.html |      |      |      |      |      |      |      |      |      |      |       |      |       |

## Население
Численность населения Моши, согласно данным переписи 2002 года, составляла 143 799 человек. При этом наблюдается устойчивый рост населения: в 1978 году в городе проживало 52 046 человек, в 1988 году — 96 838.

## Образование
В городе расположен ряд университетов и колледжей: Университет имени Стефано Моши, Килиманджарский христианский медицинский колледж, Колледж Мвенге, Колледж Моши кооперации и предпринимательства, Колледж по изучению дикой природы Африки, Международная школа Моши, Килиманджарский клинико-исследовательский институт, Килиманджарская фармакологическая школа и др.

## Развлечения и отдых
- На Ага Кхан Роад неподалёку от Аруша Роад находится вход в городской парк Ухуру.
- С 2015 года рядом с парком Ухуру, на пересечении Аруша Роад и Ага Кхан Роад, открылся крупный торговый центр Учуми.
- Со стороны Аруша Роад есть второй вход в парк Ухуру, там же расположен ресторан тайской кухни Калива.
- В центре города, на пересечении улиц Аруша Роад и Селус Стрит, расположена кофейня Юнион.
- В окрестностях города, примерно около часа пути на машине, есть кофейные плантации и водопад Матеруни высотой 50 метров.
- Между Моши и Международным аэропортом Килиманджаро расположены горячие источники Чемка.
- В пригороде, на границе с Кенией, расположено озеро Чала.

## Туризм
Из-за близкого расположения к вулкану Килиманджаро туристическая сфера в Моши набирает стремительные обороты и привлекает всё больше туристов. В 2013 году количество восходителей достигло отметки в 30 000 человек. Подобные условия создают благоприятную среду для иностранных инвестиций и стабильного развития города. 
С 2014 года в городе Моши работает русскоговорящая туристическая компания Altezza Travel.